# Jeff Stryker
Jeff Stryker, pseudonimo di Charles Casper Peyton (Carmi, 21 agosto 1962), è un ex attore pornografico statunitense molto noto tra gli anni ottanta e novanta, che ha lavorato in film pornografici gay, bisex ed etero.

## Biografia
Nato nell'Illinois, è stato scoperto dal produttore John Travis, che in breve tempo l'ha fatto diventare uno degli attori più richiesti e apprezzati degli anni ottanta, apprezzato per la sua fisicità, il suo linguaggio sporco, la dominazione assoluta del partner ma soprattutto per le dimensioni del suo pene (25 cm). Ha lavorato in molti film gay guadagnandosi un AVN Awards per la sua performance al fianco di Derek Cameron.
Dopo molti film gay è apparso anche film bisex ed etero come Jamie Loves Jeff. Per molti anni l'attore ha asserito di non essere bisessuale nella vita privata. La sua fama ha dato il via a un redditizio merchandising, infatti sono stati messi sul commercio bambolotti con le sue fattezze e un dildo realistico con le sue misure.
Verso la fine degli anni '80 tenta una strada cinematografica diversa, infatti partecipa sotto lo pseudonimo di Chuck Peyton al film horror italiano di Claudio Fragasso After Death (Oltre la morte), in seguito recita nel film di Joe D'Amato Dirty Love - Amore sporco. Nel 1999 recita in Can I Be Your Bratwurst, Please? di Rosa von Praunheim.
Ha lavorato anche come regista, dirigendo film come Every Which Way e Jamie Loves Jeff 2. Attualmente vive a Los Angeles assieme al figlio Joseph Peyton, avuto in custodia dopo una lunga battaglia legale. Nel 2004 il figlio è stato vittima di un pestaggio da parte di una banda di ispanici, probabilmente a causa del mestiere del padre.

## Curiosità
- Nel 1991 è stato ritratto dagli artisti Pierre et Gilles.
- Il regista John Waters definì Stryker il "Cary Grant del Porno".[1]

## Filmografia parziale

### Gay
- Jeff Stryker Does Hard Time 2001
- Stryker 2000 (solo masturbazione)
- Powertool: Tenth Anniversary Edition 1998
- Jeff Stryker's Underground 1997
- Santa's Cummin'! 1996 (solo masturbazione)
- J.S. Big Time 1995
- Stryker Force 1995
- The Tease 1994 (solo masturbazione)
- 10 Plus 1992 (solo masturbazione)
- 10 Plus Volume 2 1992 (solo masturbazione)
- Busted 1991
- In Hot Pursuit 1991
- Just You & Me 1990 (solo masturbazione)
- On the Rocks 1990
- In Hot Pursuit 1987
- Powerfull 2 1987
- Bigger Than Life  1986

### Eterosessuale
- Stryker/Ryker in "RAW"
- Stryker's Best Powerful Sex
- Jamie Loves Jeff
- cummin together
- Dreaming of you
- Heiress
- Jamie Loves Jeff 2
- Cyberstud
- Strykers Favorite Sexual Positions
- Milk and Honey
- Take Me
- How to Enlarge your Penis
- The Rebel
- The Giant
- In Your Wildest Dreams

### Bisessuale
- The Switch is On

### Altri film
- After Death (Oltre la morte), regia di Claudio Fragasso (1988)
- Dirty Love - Amore sporco, regia di Joe D'Amato (1988)